# 八嘎乡
八嘎乡，是中华人民共和国云南省文山壮族苗族自治州砚山县下辖的一个乡镇级行政单位。

## 名称
八嘎为壮语，“八”意为口，“嘎”意为河流汇流处。因其地处河流交汇处而得名八嘎乡。

## 行政区划
八嘎乡下辖以下地区：
八嘎村、凹嘎村、半夜寨村、胡广箐村、龙所村、牛落洞村、蚌岔村、梅子箐村、三星村、六主村、平寨村和保地村。